# 204 (số)
204 (hai trăm linh bốn) là một số tự nhiên ngay sau 203 và ngay trước 205.